# アナと雪の女王
『アナと雪の女王』（アナとゆきのじょおう、原題：Frozen）は、ウォルト・ディズニー・アニメーション・スタジオ製作の2013年のアメリカ合衆国の3Dコンピュータアニメーションミュージカルファンタジー映画。ハンス・クリスチャン・アンデルセンの童話『雪の女王』からインスピレーションを得た、53作目のディズニー長編アニメーション映画。クリス・バックとジェニファー・リーが監督、リーが脚本、ピーター・デル・ヴェッチョが製作を務めた。
『アナと雪の女王 エルサのサプライズ』（2015年）と『アナと雪の女王/家族の思い出』（2018年）の2作がスピンオフ短編アニメーションとして製作され、2019年には続編『アナと雪の女王2』が公開された。 
『アナと雪の女王3』は2027年11月24日に全米公開されることが発表され、『アナと雪の女王4』は現在進行中。

## ストーリー
触れたものを凍らせたり、雪や氷を作る魔法の力を持って生まれたアレンデール王国の王女エルサは、8歳になったある夜、誤って妹のアナに魔法を当てて意識不明の状態にさせてしまう。2人の両親である王と妃はトロールたちに救いを求める。アナはトロールにエルサの魔法や事故の記憶を消され、一命を取り留める。日増しに魔法の力が強くなっていくエルサは、力を世に知られぬよう城中の窓や門を閉めて部屋に閉じこもり、魔法を抑える手袋をつけて、誰とも触れ合わず自分を抑えて生きるようになる。一方アナは、仲良しだったはずの姉が突然自分を避けるようになったわけもわからぬまま、閉ざされた城の中で寂しく成長する。そして10年後、2人は海難事故で両親を亡くし、お互いだけが唯一の肉親となってしまう。
さらに3年後、成人したエルサは女王として即位することになり、閉ざされた門を開いて戴冠式が行われる。アナは13年ぶりに外界と接触できる特別な1日に新たな出会いを夢見ていたところを、招待客のうちの一人である隣国の王子ハンスと出会って恋に落ち、その日のうちに結婚の約束までしてしまう。魔法を知られぬよう苦労して戴冠式を終えたエルサは、あまりにも早すぎる決断に2人の結婚に反対する。アナはこれまでの閉塞的な13年間の生活に嫌気がさしており「こんな生活はもう耐えられない」と聞く耳を持たない。姉妹は口論になり、手袋を奪われたエルサは思わず人々の前で魔法を暴発させてしまう。自分の力を知られ、怪物呼ばわりされたエルサは王国から逃げ出す。ノースマウンテンにたどり着いたエルサはそこに魔法で氷の城を建て、自分を抑えつけるのをやめて独りで生きていく決意をする。
一方、夏だった王国は、エルサが暴走させてしまった魔法により永遠の冬に閉ざされてしまっていた。アナはハンスに国を任せ、エルサを連れ戻すため1人で旅に出る。道中で出会った山男のクリストフ、彼の相棒でトナカイのスヴェン、そして魔法の雪だるまオラフとともにノースマウンテンへ向かい、氷の城でエルサを見つける。エルサは再び自分の魔力がアナを傷つけることを恐れて彼女を拒絶する。アナは魔法で国中が凍りついたことを告げ、魔法を解いてほしいと頼むが、エルサは自分にはできないと魔法を暴走させアナの胸に当ててしまう。なおも食い下がるアナであったが、エルサが生み出した雪男マシュマロウによってクリストフ、オラフと共に城から追い払われてしまう。
クリストフはアナの髪の毛が白くなっていることに気付き、家族同然の仲間であるトロールたちのもとへ向かう。トロールの長老パビーはアナの心にエルサの氷のかけらが刺さっており、このままでは身体が凍りつき死んでしまうと告げる。凍った心を溶かせるのは「真実の愛」と聞いたクリストフはアナを救うためには婚約者であるハンスのキスが必要だと判断し、衰弱していく彼女を抱えてスヴェンを走らせ、城へと急ぐ。
一方ハンスは、アナを乗せていた馬だけが王国に戻ったことで異変を感じ、城の兵士たちを連れて氷の城に出向く。そこでウェーゼルトン公爵からひそかにエルサの暗殺を命じられていた側近二人がエルサを襲う。エルサは攻撃を避けたものの気絶し城に連れ戻される。ハンスはエルサを牢屋に閉じ込め冬を終わらせるよう説得するが、魔法を解く方法はエルサ自身にもわからなかった。
クリストフによって城に届けられたアナは、ハンスに事情を話し彼のキスを求めるが、途端にハンスの態度は豹変する。実はハンスはアナを愛してはおらず、立場の低い13人兄弟の末っ子から王に成り上がるためにアナに近づいただけだった。ハンスは瀕死のアナを冷たい部屋に閉じ込めて放置し、城の側近たちにはアナがエルサに殺されたと告げ、エルサを死刑にすると決める。一方、アナを城に届け帰路についていたクリストフだが、スヴェンに叱咤されてアナへの愛を自覚すると共に王国の異変に気付き、再度城へ向かう。一足先にアナの元に着いたオラフは、アナに「愛とは自分のことよりも相手のことを考えることだ」と教え、クリストフがアナを愛していることを伝えて、彼に会いに行かせようとする。エルサは魔法の暴走で城が凍り付いたのに乗じて外に脱出する。
城を抜け出したアナは戻って来たクリストフの姿を見つけるが、ハンスがエルサに剣を振り下ろそうとしているところを発見し、エルサを庇う。その瞬間、アナの身体は完全に凍りつき、ハンスの剣を砕いて彼を跳ね飛ばした。エルサは氷の彫像と化したアナを抱き締めて、泣き崩れる。すると凍りついたアナの身体が元に戻り、彼女は息を吹き返した。魔法の力をコントロールする術が、相手を心から思いやる「真実の愛」だと知ったエルサは、王国を覆っていた雪と氷を空へと昇華させる。かくてアレンデール王国は夏を取り戻した。さらに、暑さで溶けてしまいそうになったオラフもエルサの魔法で一瞬で復活し、オラフのための雪雲が作られた。
ハンスはアナに海に突き落とされたあげく拘束され、ウェーゼルトン公爵もまたアレンデールとの貿易を打ち切られ、両者ともそれぞれの本国に強制送還される。クリストフは王室専属の氷配達人に、そしてアナの恋人になった。エルサは二度と城の門を閉ざさないと約束し、凍らせた城の広場の地面でアナや国民たちとともに真夏のスケートを楽しんだ。
エンドロール後は、エルサのいなくなった氷の城でマシュマロウが彼女の捨てたティアラを拾い上げて被る場面で映画は幕を閉じる。

## 声優・キャラクター
| 役名               | 声優                                                     | 日本語版                                      |
| ------------------ | -------------------------------------------------------- | --------------------------------------------- |
| アナ               | クリステン・ベル                                         | 神田沙也加                                    |
| エルサ             | イディナ・メンゼル                                       | 松たか子                                      |
| クリストフ         | ジョナサン・グロフ                                       | 原慎一郎                                      |
| オラフ             | ジョシュ・ギャッド                                       | ピエール瀧（劇場公開版） 武内駿輔（2019年版） |
| ハンス王子         | サンティノ・フォンタナ                                   | 津田英佑                                      |
| ウェーゼルトン公爵 | アラン・テュディック                                     | 多田野曜平                                    |
| パビー             | キアラン・ハインズ                                       | 安崎求                                        |
| オーケン           | クリス・ウィリアムズ                                     | 北川勝博                                      |
| カイ               | スティーブン・アンダーソン                               | 飯島肇                                        |
| バルダ             | マイア・ウィルソン                                       | 杉村理加                                      |
| ゲルダ             | エディ・マックラーグ                                     | 増岡裕子                                      |
| 司教               | ロバート・パイン                                         | 竹本和正                                      |
| アレンデール国王   | モーリス・ラマルシェ                                     | 根本泰彦                                      |
| 幼いアナ           | リビー・スタベンラッチ（台詞）、ケイティー・ロペス（歌） | 稲葉菜月                                      |
| 子供時代のアナ     | アガサ・リー・モン                                       | 諸星すみれ                                    |
| 幼いエルサ         | エヴァ・ベラ                                             | 佐々木りお                                    |
| 10代のエルサ       | スペンサー・レイシー・ガーナス                           | 小林柚葉                                      |
| スペインの高官     | ジェス・コーティ                                         | 桂一雅                                        |
| ドイツの高官       | ジェフリー・マーカス                                     | 声の出演なし                                  |
| アイルランドの高官 | タッカー・ギルモア                                       | 野川雅史                                      |
| アレンデール王妃   | ジェニファー・リー                                       | 最所美咲                                      |
| マシュマロウ       | ポール・ブリッグス                                       | 藤原貴弘                                      |

### キャラクター
アナ (Princess Anna of Arendelle)

本作の主人公で18歳。アレンデール王国の第二王女。瞳の色はエメラルドグリーンで、そばかすが特徴。
エルサ (Queen Elsa of Arendelle)

本作のもう一人の主人公。アナの姉で年齢は21歳。アレンデール王国の第一王女で王位継承者。真面目でクール、優雅で心優しい性格。髪はプラチナブロンドで、瞳の色はアクアブルー。
クリストフ・ビョルグマン (Kristoff Bjorgman)
山男の青年でサーミ人。年齢は21歳。大柄で体格がよく、茶色の瞳にブロンドの髪を持つ。一人称は「俺」。氷を売って生計を立てており、山の中でトナカイのスヴェンとともに暮らしている。山小屋でアナと出会い、彼が会話の中で突然の吹雪が吹いてきた方角を示したおかげで、アナは姉のエルサがどこに潜んでいるか気付き、彼もエルサを捜す旅に同行することになる。幼い頃からスヴェンと採氷をしていたがそれが契機でトロールを目撃し、その存在を知ることになった。トロールたちとは家族同然の仲でもある。
仕事用のソリは分割払いで購入したものであったが、払い終えてすぐ、アナと共にエルサの行方を探す道中で失ってしまい、アナがソリも荷物もすべて弁償すると言われたもののかなり落胆する。また、アナがハンスと出会ってすぐに婚約を決めた際には、彼女の行動に呆れて説教をする一面も見せた。
アナにとってハンスが運命の人だと悟り、一度は身を引き、帰ろうとするが、その道中でスヴェンに叱咤されたことで、実はアナを愛していることに気付く。アレンデールの異変に気付き、スヴェンと共に再びアレンデールに急いで向かう。
エピローグでは、アナから最新式のソリをプレゼント（前述のソリの弁償として）され、同時に「王国に氷を運ぶ係」に任命され、さらにアナからキスを受ける。
スヴェン (Sven)
山に住むトナカイ。クリストフの相棒。にんじんが好物。人懐っこく、クリストフやアナには忠実。言葉こそしゃべらないが、幼い頃から一緒にいるクリストフとは意思疎通ができる様子。ただし、アナを城に送り返した際 "戻ろう" と伝えようとした時にクリストフがわかっているのに、わかっていないフリをする場面もある。
ジョン・ラセターの犬、フランキーをモデルにしている。
オラフ (Olaf)(詳しくはオラフを参照)
夏に憧れる陽気な雪だるま。元はエルサとアナが幼い頃に作ったものでその際は普通の雪だるまだったが、エルサが王国から逃亡した際に再び魔法で作られる。主に3つの雪玉から成る身体で、それぞれを意のままに入れ替えることができる。曲げても折れない木の腕と三本の毛、出っ歯が特徴。アナ達が初めて出会った時は鼻が無かったが、アナが持っていたスヴェンの餌用のにんじんを着けてもらって喜んだ。夏に憧れるがゆえに、永遠の冬に終止符を打つのが目的のアナ達を嬉々として氷の城へ案内する。最初は勘違いによりクリストフを「スヴェン」と呼んでいたが、後に「クリストフ」と呼び直した。常に自分よりも相手を大事にする性格で、彼のひたむきさはアナとエルサが和解するきっかけとなった。一人称は「ボク」。
「オラフ」という名前はヨーロッパ北部のスカンジナビアの地名が由来。英語の「Oh,laugh」が由来とされてきたが、アナと雪の女王2の公開記念で監督らが来日した際に実際の由来を語った。
ハンス・ウェスターガード (Prince Hans Westergaard of the Southern Isles)

エルサの戴冠式に招待されたサザンアイルズ王国の第13王子。ヘーゼルグリーンの瞳に、赤みのある栗色の髪。23歳。身長183cm。
ウェーゼルトン公爵 (The Duke of Weselton)
アレンデール王国の隣国で、貿易相手国であるウェーゼルトン国からエルサの戴冠式に招待された公爵で、常に2人のボディガードを引き連れている。ドイツ読みが正しい発音だが、いつもウィーゼルタウン (Weaseltown) と発音されてしまうことをいやがる。頭の大部分が禿げかかっているため、常にかつらを被っている。
エルサの代わりにアナに無理矢理社交ダンスの相手をさせたり鶏や猿の真似を得意とするなど一見愛嬌があるが、実はもう一人のディズニー・ヴィランズであり、本性は腹黒く他人を見下すなど狭量で、身勝手かつ強欲な性格の持ち主。ハンスとは違い、登場早々「アレンデールの秘密を暴き、富を奪う」と発言するなど、彼は最初から悪役とわかる素振りを見せていた。また、ハンスがエルサの元へ救援部隊と共に向かおうとした際には、彼女の魔法の力を脅威と感じ、側近2人に対して秘かにエルサの抹殺を命じるが、失敗に終わっている。
最終的には全ての悪事が露見し、アレンデールとの貿易を打ち切られた挙句、本国へ強制送還されることとなった。その際にも護送する兵士達に対して高圧的に振る舞い、自身は被害者だと言い訳をしたり、「（強制送還する前に）医者に行かせてくれんかね？」と逃げ口上ばかり嘯くなど、最後まで反省することはなかった。
マシュマロウ (Marshmallow)
エルサの魔法で作られた氷の怪物（雪男）で、氷の城の門番。怒らせるとつららの形をした牙（きば）と爪とトゲが生えて襲いかかる。マシュマロウという名は劇中ではオラフにしか言及されていない。本編中盤でエルサを追って来たハンス王子によって片足を切られ、崖から落ちてしまう。その後死んだと思われたが生還しており、再び誰もいなくなった氷の城に現れ、エルサが捨てたティアラを密かに被った途端、凶暴な性格から穏やかになり爪とトゲが無くなるシーンがエンドロール後のオマケのシーンで描かれている。
基本的に唸り声や咆哮を上げるのみだが、普通に話せる。
スピンオフ短編映画『アナと雪の女王 エルサのサプライズ』にも登場。氷の城で留守番兼管理人を務めていた。
オーケン (Oaken)
サウナ付き山小屋の主人。5人の家族がいる。夏の真っただ中から突然極寒の冬になったので、店内の夏物を半額セールにしている。したがって冬物の品揃えが実に悪い。何かにつけ自分が発明した日焼け止めオイルをアピールする。普段は温和で優しいが、クリストフに「悪党」呼ばわりされた際には彼を店から力づくで放り出した。
スピンオフ短編映画『アナと雪の女王 エルサのサプライズ』にも登場。アレンデールで出張サウナ店を営業しており、エルサに自家製の風邪薬をアピールしていた。
トロールたち (Trolls)
石のような姿をした不思議な生き物。クリストフの友達であり、家族のような存在。長であるパビーはかつてエルサの魔法で傷付いたアナを治した。トロールの1人であるバルダは陽気で、幼い頃のクリストフが最初に出会ったトロール。人間でいう男性にあたるトロールたちは緑か青のクリスタル製ネックレス、女性にあたるトロール達はピンクか赤、長のパビーのみ黄色のネックレスをかけている。
彼らがアナの回復に必要とする「真実の愛」の力は、エルサの魔法を制御するのに必要な力と共通する。
シトロン (Sitron)
ハンスの愛馬で種類はフィヨルド馬。ハンスとアナが最初に出会った際にハンスと一緒にいた。アナから彼女自身がアレンデール王国の王女と聞いて、ハンスと一緒におじぎする礼儀を持ち合わせている。後にハンスと一緒にエルサを捜す旅に出かける。
カイとゲルダ (Kai and Gerda)
アナとエルサの召使い。アナとエルサが幼い頃からアレンデール王国に仕えていた。原作とされるアンデルセンの「雪の女王」の主人公たちの名がつけられている。
アグナル（King Agnarr  of Arendelle）
アレンデール国王で、エルサとアナの父。心優しく民衆皆から愛されていた。アナが不慮の事故に見舞われた際、城の蔵書からトロールたちの住む谷を見つけ出し、妻と娘たちを連れて馬を走らせた。妻と共にエルサを魔法の恐怖から救おうと試行錯誤していた矢先、外交のため船出した途中で船が嵐に襲われ沈没、妻とともに帰らぬ人となってしまう。心ならずも二人の取った行動は、アナとエルサが現在の性格になり、同時に2人が仲違いする原因となった。
イドゥナ（Queen Iduna  of Arendelle）
アレンデール王妃で、エルサとアナの母。エルサが戴冠式で身に付けているブローチは、元々は彼女の持ち物だった。夫・アグナルと同じく船の事故で亡くなっている。
ちなみにアグナルとイドゥナは、1999年に公開されたディズニー映画「ターザン」の主人公ターザンの父と母であるという説が出ているが、これについては監督のクリス・バックが「ファンはいろいろな説を考えてくれて、僕も大好きなんだけど、それについては本当じゃないんだよ」と否定している。

## 製作
ウォルト・ディズニー・アニメーション・スタジオで『雪の女王』を映画化しようという試みは1930年代から存在した。1990年代後半にも雪の女王を映画化する企画が再び立ち上がったが、2002年に廃案となった。
転機が訪れたのは2008年である。この時、クリス・バックは長年在籍していたディズニーアニメーションを離れてソニー・ピクチャーズ アニメーションに移籍しており、そこで『サーフズ・アップ』などのアニメーション映画を監督していた。バックとカリフォルニア芸術大学時代の旧友であるジョン・ラセターは、バックに対してディズニーアニメーションに戻ってくるように呼びかけた。その年の9月に、バックは自分が構想を練っているいくつかのアイディアをラセターに対して提示した。この中の1つが『アナと雪の女王』の原案である。
2011年12月22日、バックの企画が"Frozen"のタイトルで映画化され、公開日は2013年11月27日を予定していることが正式に発表された。
翌月、本作が手書きアニメーションではなく、3Dコンピュータアニメーションとなることが明かされた。2012年3月5日、女優のクリスティン・ベルが主人公アナの声を務め、クリス・バックが監督し、ジョン・ラセターとピーター・デル・ヴェッチョがプロデュースすることが発表された。6月、雪の女王エルサの声をイディナ・メンゼルが務めることが明かされた。11月30日、『シュガー・ラッシュ』の脚本家の1人であるジェニファー・リーがバックと共同監督を務めることが発表された。12月19日、ジョナサン・グロフがクリストフの声を務めることが発表された。
制作にあたり、アート・ディレクションを担当したマイク・ジアイモと同アシスタントのリサ・キーンは、リサーチの場所にノルウェーを選び、同国のベルゲンがモデルになっている。フィヨルドの地形や建築物、とくにスターヴ教会などはジアイモらにインスピレーションを与え、城のデザインなどに生かされている。また、ローズマリングと呼ばれる伝統的な花柄模様をインテリアなどさまざまな場所に利用した。キャラクターの服装には民族衣装を着せたりローズマリングを入れるなど、ノルウェーを意識したデザインがされているが、エルサが「雪の女王」となってからの衣装はこれに入らず、雪の結晶をテーマとしており、ケープは広げると雪の結晶の形になっているという。また、氷の城もこの衣装と統一感を持たせたデザインになっている。これらコスチュームのCGは薄い生地を何十枚も重ねるようにデザインされ、膨大なレイヤーが費やされた。
作品のメッセージとして、監督のクリス・バックは、「家族の強さ」であり、すなわち、エルサとアナの「姉妹の絆」であるとしている。また、共同監督で脚本を担当したジェニファー・リーは、「『恐れ』対『愛』」が本作の大きなテーマであると述べている。

## 音楽
『アナと雪の女王』のオリジナル歌曲はロバート・ロペスとクリステン・アンダーソン＝ロペスが作詞・作曲する。2013年8月のD23のデスティネーション・Dのイベントで楽曲「レット・イット・ゴー」が披露される。この曲は挿入歌としてエルサを演じるイディナ・メンゼルが歌い、キャラクターが王国を離れて氷の宮殿を建てる際に使われる。主題歌にはデミ・ロヴァートが歌う「レット・イット・ゴー」が使用される。2013年2月、映画音楽の作曲のためクリストフ・ベックが雇われたことが発表された。クリスティン・ベルもまたメンゼルとデュエットすることが明かされている。

## 公開
2013年6月18日にティーザー予告編が公開され、同月21日より公開のピクサーの『モンスターズ・ユニバーシティ』に付けられた。

### 興行成績
世界で最後の公開国になった日本では、2013年7月から公開された予告編では物語の内容が描かれていたが、2014年1月になるとエルサ（イディナ・メンゼル）が「レット・イット・ゴー」を歌う本編場面の特別映像が劇場予告や日本版公式サイトなどで流されるようになった。2月には日本語吹き替えの松たか子が歌う日本語版の映像も公式サイトで公開された。2014年3月14日にTOHOシネマズ日劇他全国598スクリーンで公開され、3月15・16日の土日2日間の成績が動員60万2347人、興行収入7億6338万9450円となり、興行通信社による「全国映画動員ランキングトップ10」で1位となった。同時に『ドラえもん 新・のび太の大魔境 〜ペコと5人の探検隊〜』の2週連続で1位獲得並びに『映画ドラえもん』の3年連続の2週連続での1位獲得を阻止した。
ほとんどの劇場で2D版のみの公開となり、3D版も当初は字幕版のみが公開されていた。以後のディズニー配給の3D映画でも、本作と同様に2D版を中心とした劇場公開がされている。
初日を含めた3日間では観客動員79万2636人、興収9億8640万5300円の成績で、公開5日目には観客動員100万人を突破している。4月26日からは3D日本語吹替版が約138劇場で、映画館の観客が一緒に挿入歌を歌える限定公開イベント「“みんなで歌おう♪”歌詞付き」版が約85劇場で上映開始され、4月28日付ランキングで前週は『名探偵コナン 異次元の狙撃手』に阻まれた2位から1位に返り咲き、4月29日時点で累計動員1030万4109人、興行収入128億7278万5800円を記録し、2008年の『崖の上のポニョ』以来の日本公開映画における動員1000万人超えを達成した。MovieNEX（Blu-ray・DVD）の発売が決定した後も7月7日付ランキングで同じディズニーの作品である『マレフィセント』に首位を阻まれるまで興行収入1位を記録し続けた。
2014年6月2日には日本での興行収入が212億円を突破した。また、累計の観客動員数は1601万人を超え、『ハリー・ポッターと賢者の石』を上回る記録的な大ヒットとなった。なお、2020年11月24日の時点で『劇場版 鬼滅の刃 無限列車編』に追い抜かれ、日本歴代4位となっている。国内で上映された映画で興行収入が200億円を突破したのは1997年の『もののけ姫』と『タイタニック』、2001年の『千と千尋の神隠し』と『ハリー・ポッターと賢者の石』、本作後(2016年)の『君の名は。』、2020年の『劇場版 鬼滅の刃 無限列車編』の6本のみである。公開の翌年に200億円を突破した『ハリー・ポッターと賢者の石』以来、12年ぶりの記録。
文化通信社が発表した、2014年における作品別興行収入で、本作が累計興収254億7,000万円で邦画・洋画を通し年間トップとなった。
|                                   | 動員 （万人） | 動員 （万人） | 動員 （万人） | 興収 （億円） | 興収 （億円） | 備考                                                     |
| 週末                              | 週末          | 累計          | 週末          | 累計          |               | 備考                                                     |
| --------------------------------- | ------------- | ------------- | ------------- | ------------- | ------------- | -------------------------------------------------------- |
| 1週目の週末 (2014年3月15日・16日) | 1位           | 60.2          | 79.3          | 7.6           | 9.9           |                                                          |
| 2週目の週末 (3月22日・23日)       | 1位           | 68.1          | 243.1         | 8.7           | 30.1          |                                                          |
| 3週目の週末 (3月29日・30日)       | 1位           | 69.1          | 432.1         | 8.8           | 52.8          |                                                          |
| 4週目の週末 (4月5日・6日)         | 1位           | 64.2          | 635.3         | 8.5           | 77.1          |                                                          |
| 5週目の週末 (4月12日・13日)       | 1位           | 62.4          | 756.5         | 8.4           | 92.8          |                                                          |
| 6週目の週末 (4月19日・20日)       | 2位           | 62.8          | 867.9         | 8.3           | 107.3         | 週末興収は本作が1位。                                    |
| 7週目の週末 (4月26日・27日)       | 1位           | 56.7          | 972.6         | 7.7           | 121.0         |                                                          |
| 8週目の週末 (5月3日・4日)         | 1位           |               | 1265.0        |               | 159.4         | この週は、集計されているが詳細な数字は発表されていない。 |
| 9週目の週末 (5月10日・11日)       | 1位           | 54.1          | 1350.2        | 7.4           | 170.8         |                                                          |
| 10週目の週末 (5月17日・18日)      | 1位           | 59.2          | 1459.0        | 8.1           | 185.3         |                                                          |
| 11週目の週末 (5月24日・25日)      | 1位           | 51.8          |               | 7.0           | 198.4         |                                                          |
| 12週目の週末 (5月31日・6月1日)    | 1位           | 64.8          |               | 7.6           | 212.3         |                                                          |
| 13週目の週末 (6月7日・8日)        | 1位           | 44.2          | 1757.6        | 5.9           | 223.3         |                                                          |
| 14週目の週末 (6月14日・15日)      | 1位           | 30.5          |               | 3.9           | 231.0         |                                                          |
| 15週目の週末 (6月21日・22日)      | 1位           | 27.4          | 1869.2        | 3.6           | 237.6         |                                                          |
| 16週目の週末 (6月28日・29日)      | 1位           | 20.4          | 1906.6        | 2.7           | 242.5         |                                                          |
| 17週目の週末 (7月5日・6日)        | 2位           | 13.8          | 1935.9        | 1.8           | 246.3         | 週末動員は『マレフィセント』が1位。                      |
| 18週目の週末 (7月12日・13日)      | 4位           |               | 1955.0        |               | 248.0         |                                                          |
| 19週目の週末 (7月19日・20日)      | 8位           |               | 1973.2        |               | 251.1         |                                                          |
| 最終                              |               |               | 2003.0        |               | 255.0         | 最終的な累計動員は2003万人とされる。                     |

## 評価
第86回アカデミー賞において『風立ちぬ』で本作とアカデミー長編アニメ映画賞を争ったスタジオジブリのプロデューサー・鈴木敏夫は、宮崎駿が1957年のロシア版アニメ映画『雪の女王』を見て強い関心を持っていたエピソードを明かしつつ、本作について、原作を大幅に変えながらもその精神である自己犠牲のテーマを変えておらず、なおかつ原作どおりに2人のヒロインを「男の子」の手を借りずに描き、「感心したのと同時に、今の時代を表している作品になっている」と述べた。
また、本作においてエルサのキャラクターが男性からの求婚を求めておらず、物語上も男女の愛に限らない多様な愛の形を認めるメッセージが込められていることから、「ありのままの自分」を肯定する「レット・イット・ゴー」を同性愛のカミングアウトの歌と解釈する向きもある。これに対し、キリスト教関係者からは子供を同性愛に導くという批判があったり、逆にキリスト教的自己犠牲を尊ぶものという評価を受けるなど、多彩な解釈を生んでいる。
2014年、『日経トレンディ』のヒット商品ランキングで第1位を獲得する。
Yahoo!検索大賞 2014・映画部門を受賞。
2014年にFacebook上で話題となった映画、第1位を獲得。
TSUTAYAが発表した2014年のレンタルDVD／ブルーレイの年間ランキング第1位を獲得。
2014年新語・流行語大賞の候補50語に、劇中楽曲の「レット・イット・ゴー」から「ありのままで」「レリゴー」がノミネート、「ありのままで」がトップテンに選出。

### 受賞
- 第86回アカデミー賞[25]
  - 長編アニメ映画賞
  - 歌曲賞 （レット・イット・ゴー）
- 第71回ゴールデングローブ賞[62]
  - アニメ映画賞
  - 主題歌賞ノミネート（「レット・イット・ゴー」）
- 第67回英国アカデミー賞[25]
  - アニメ映画賞
- 第41回アニー賞[63]
  - 作品賞
  - 監督賞（クリス・バック、ジェニファー・リー）
  - 声優賞（ジョシュ・ギャッド）
  - 美術賞（マイケル・ディジャイモ、リサ・キーン、デヴィッド・ウオマスリー）
  - 音楽賞（クリステン・アンダーソン＝ロペス、ロバート・ロペス、クリストフ・ベック）
- 第39回報知映画賞
  - 特別賞[64]（ノミネートの読者投票も第1位[65]）
- 第27回日刊スポーツ映画大賞・石原裕次郎賞
  - 外国作品賞[66]
- 第88回キネマ旬報ベスト・テン ムービープラス・アワード 2014
  - 映画ファン大賞・作品賞（洋画部門）[67]
- 第38回日本アカデミー賞最優秀外国映画賞[68]
- 第69回毎日映画コンクール
  - TSUTAYA映画ファン賞（海外映画部門）[69]
- 第7回DEGジャパン・アワード/ブルーレイ大賞[70]
  - グランプリ
  - アニメ部門（洋画）
- 東京アニメアワード2015[71]
  - アニメ・オブ・ザ・イヤー 劇場映画部門 グランプリ

## その他のディズニー作品との関連
- 本作と同じくディズニーによるアニメーション映画『塔の上のラプンツェル』の登場人物であるラプンツェルとフリン・ライダーがカメオ出演している[72][73]。
- アナが食べているチョコレートは『シュガー・ラッシュ』に登場したものと類似している[73] 。
- オーケンの店の棚にミッキーマウスの雑貨が飾られている[73]。

## その他
- オラフが歌う「あこがれの夏」の場面で、空を流れる雲やドリンクグラスの氷がオラフのような形になっている。
- アナが歌う「生まれてはじめて」の場面にあるブランコを漕ぐシーンは、ジャン・オノレ・フラゴナールの『ぶらんこ』をベースに描かれている[73]。
- 映画のエンドロールに、"The views and opinions expressed by Kristoff in the film that all men eat their own boogers are solely his own and do not necessarily reflect the views or opinions of The Walt Disney Company or the filmmakers. Neither The Walt Disney Company nor the filmmakers make any representation of the accuracy of any such views and opinions." (「すべての男性が自分の鼻くそを食べるという、映画でクリストフが表明した見解や意見は、彼独自のものであり、必ずしもウォルト・ディズニー・カンパニーや映画製作者の見解や意見を反映しているわけではありません。ウォルト・ディズニー・カンパニーも映画製作者も、そのような見解や意見の正確さを表明するものではありません。」)と表示されている。
- 舞台のモデルとなったノルウェーでは本作の影響で観光業が活性化し、ディズニーの観光部門でもノルウェー行きのパッケージツアーなどを企画している[23]。
- 北海道・旭川市にある「雪の美術館」がエルサが魔法で創り出した氷の宮殿に内装がそっくりだとインターネット上で評判になり、来館者が10倍に急増した[74]。
- 2014年9月8日に米国ABCで放映されたテレビ番組 "The Story of Frozen: Making a Disney Animated Classic"(「アナと雪の女王」メイキング番組) において、エグゼクティブ・プロデューサーのジョン・ラセターが、難病である1型糖尿病と10歳で診断された息子からエルサのキャラクター作りにインスピレーションを得たと語っている。最初エルサは真っ青な肌をした悪の女王として作られていた。しかし制作の過程で彼はエルサを違う視点で考えるようになる。エルサの氷の魔力は、ラセターに息子サムを思い出させた。「息子は毎日インスリン注射をし「なぜ僕なの？」と言っていた。その時私はサムのことを考えながらエルサのことを考えた。氷の魔法を持って生まれたエルサがなぜ悪者なのか？そんなはずはないと。」そこでラセターはエルサの内面に共感する歌を書いてくれるようロバート・ロペスとクリスティン・アンダーソン-ロペスに頼み、そこで「レット・イット・ゴー」の歌が生まれ、映画の内容そのものが変更された、と語っている[75]。

## テレビ放映
- 地上波放送・関東地区のみ記載。
- 視聴率はビデオリサーチ調べ。関東地区でのデータ。

| 回数 | 放送局     | 放送枠           | 放送形態       | 放送日         | 放送時間    | 放送分数 | 吹替版       | 平均世帯 視聴率 | 備考         | 出典   |
| ---- | ---------- | ---------------- | -------------- | -------------- | ----------- | -------- | ------------ | --------------- | ------------ | ------ |
| 1    | フジテレビ | 土曜プレミアム   | 本編ノーカット | 2017年3月4日   | 21:00-23:10 | 130分    | 劇場公開版   | 19.7%           | 地上波初放送 |        |
| 2    | テレビ朝日 | （なし）         | （なし）       | 2019年1月3日   | 18:30-20:58 | 148分    | テレビ朝日版 | 9.1%            |              |        |
| 3    | 日本テレビ | 金曜ロードショー | 本編ノーカット | 2021年11月12日 | 21:00-22:59 | 119分    | 日本テレビ版 | 11.3%           |              |        |
| 4    | 日本テレビ | 金曜ロードショー | 本編ノーカット | 2024年11月29日 | 21:00-22:59 | 119分    | 日本テレビ版 | 8.4%            |              | [ 76 ] |

## 派生作品

### アナと雪の女王 オラフの贈りもの
『アナと雪の女王 オラフの贈りもの』（原題：Frozen: Olaf's Quest）はオラフを主人公とした横スクロールアクションゲーム。
アメリカでは2013年11月12日にニンテンドーDS版・ニンテンドー3DS版が、日本では2015年12月3日にバーグサラ・ライトウェイトよりニンテンドー3DSのみ発売された。

### アナと雪の女王 エルサのサプライズ
2015年公開の短編映画。

### LEGO アナと雪の女王 オーロラの輝き
『LEGO アナと雪の女王 オーロラの輝き』（原題：LEGO Frozen Northern Lights）は本作の続編となるスピンオフレゴアニメ。アナ雪の世界をレゴで表現しており、ストーリーはオリジナル。アメリカでは「Journey to the Lights」の名で小説も発表されている。
アメリカでは2016年秋・日本では2017年2月にディズニー・チャンネルで放送された。同年3月からはDlifeでの放送が開始された。アメリカ・日本版ともにオリジナルの声優が演じているがオラフ役のピエール瀧が2019年に不祥事で逮捕後はオラフの声を差し替えた物が放送、配信されている。
登場人物
- アナ - 神田沙也加
- エルサ - 松たか子
- オラフ - ピエール瀧 / 武内駿輔（差し替え部分）
- クリストフ - 原慎一郎
- パビー - 安崎求

演出
- 松岡裕紀 / 奥田啓人（差し替え部分）

各話リスト
- 第1話 オーロラを探しに（Race to Lookout Mountain（Race to Lookout Point））
- 第2話 雪崩を抜けて（Out of the Storm）
- 第3話 オーケンの店（The Great Glacier）
- 第4話 パビーのクリスタル（Restoring the Northern Lights）

### アナと雪の女王/家族の思い出
短編映画。

### アナと雪の女王2
『アナと雪の女王2』（原題：Frozen 2）は本作の続編となる長編アニメーション映画。
2019年11月22日に日米同時公開。

### オラフの生まれた日
2020年公開の短編映画。

## ミュージカル
2018年2月からブロードウェイのセント・ジェームズ・シアターで公演されている。
日本では劇団四季の専用劇場「JR東日本四季劇場［春］」のオープニング作品として2020年9月10日から上演予定だったが、新型コロナウイルスの影響で延期され、2021年6月24日に開幕となった。